# Oleksandr Myzjuk

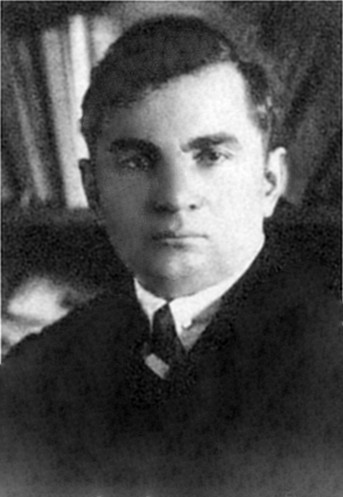
Oleksandr Myzjuk

Oleksandr Kornijowytsch Myzjuk (ukrainisch Олександр Корнійович Мицюк; * 10. Junijul. / 22. Juni 1883greg. bei Solotonoscha, Gouvernement Poltawa, Russisches Kaiserreich; † 30. Dezember 1943 in Prag, Protektorat Böhmen und Mähren) war ein ukrainischer Ökonom, Soziologe, Hochschullehrer und Politiker. Er war vom 28. Dezember 1918 bis zum 2. Februar 1919 der Minister für innere Angelegenheiten der Ukrainischen Volksrepublik.

## Leben
Oleksandr Myzjuk kam bei Solotonoscha in der heute ukrainischen Oblast Tscherkassy, anderen Quellen nach in Nowooleksandriwka im Gouvernement Jekaterinoslaw, zur Welt.
Als Parteimitglied der Revolutionären Ukrainischen Partei wurde er 1905 für die Organisation einer Bauernvereinigung im Bezirk Solotonoscha verhaftet, inhaftiert und ins Exil geschickt.
Nach seiner Rückkehr aus dem Exil trat er der Ukrainischen Sozialistisch-Revolutionären Partei (Українська партія соціалістів-революціонерів Ukrajinska partija sozialistiw-rewoljuzioneriw) bei und war politisch in der Ukrainischen Volksrepublik aktiv.
Während des Direktoriums der Ukrainischen Volksrepublik war er zwischen dem 28. Dezember 1918 und dem 2. Februar 1919 Minister für innere Angelegenheiten und 1920 stellvertretender Wirtschaftsminister der Ukrainischen Volksrepublik.
Vor der Besetzung Kiews durch die Bolschewiki emigrierte er 1920 in Tschechoslowakei und wurde Professor der Ukrainischen Wirtschaftsakademie in Podebrady und an der Rechtsfakultät der Ukrainischen Freien Universität in Prag, zu deren Rektor er mehrmals (1938–1939–1941) gewählt wurde. Er leitete, gemeinsam mit Nykyfor Hryhorijiw (Никифір Якович Григоріїв; 1883–1953) und Mykyta Schapowal (Микита Юхимович Шаповал; 1882–1932) das von 1921 bis 1925 in Prag bestehende Ukrainische öffentliche Komitee (Український громадський комітет Ukrajinskyj hromadskyj komitet) und war Mitglied der Wissenschaftlichen Gesellschaft Schewtschenko.

## Werk
Oleksandr Myzjuk verfasste mehr als 60 wissenschaftliche Arbeiten, darunter Monographien über die Geschichte und die sozioökonomische Entwicklung der Ukraine und Transkarpatiens sowie Biographien über Tadej Rylskyj und Serhij Podolynskyj (jeweils 1933).